# كيربي (شخصية خيالية)
كيربي (باليابانية: カービィ، بالروماجي: Kirby)، من شخصيات نينتندو الشهيرة. هناك أكثر من 20 جزء للعبة من عام 1992 إلى يومنا هذا، وقد حققت لعبة كيربي من ظهورها الأول مبيعات قدرها أكثر من 30 مليون وحدة مباعة على مستوى العالم، تصنف اللعبة من نوع الـ بلاتفورم (Platformers)، وقد صدرت سلسة أنمي بعنوان: كيربي رايت باك آت يا (Kirby Right Back at Ya!,). ولقد ظهر كيربي في جميع ألعاب سلسلة سوبر سماش برذرز.

## روابط خارجية
- كيربي على موقع ميوزك برينز (الإنجليزية)